# Orien Greene
Orien Randolph Greene II (Gainesville, 4 febbraio 1982) è un ex cestista statunitense, professionista nella NBA.

## Carriera
È stato selezionato dai Boston Celtics al secondo giro del Draft NBA 2005 (53ª scelta assoluta).

## Palmarès

### Squadra
- Campionato olandese: 1

Amsterdam: 2008-09

### Individuale
- All-NBDL Second Team (2011)
- Migliore nelle palle recuperate NBDL (2010)